# Andrés Escobar
|  | Per a altres significats, vegeu «Andrés Escobar (músic)». |

Andrés Escobar Saldariaga (Medellín, 13 de març de 1967 - Medellín, 2 de juliol de 1994) va ser un futbolista colombià.
Va competir amb la selecció nacional del seu país i amb el seu club, l'Atlético Nacional. Va participar de l'equip campió de la Copa Libertadores de 1989 i amb la selecció de Colòmbia en el mundial de futbol dels Estats Units el 1994.
En tornar al seu país, després de marcar un autogol que va causar la derrota davant de la selecció dels Estats Units i la posterior eliminació del mundial de futbol de 1994, va ser tràgicament assassinat a la seva ciutat natal.
Escobar va formar part d'una de les seleccions més recordades del seu país, jugant amb esportistes com René Higuita, el Pibe Valderrama, Freddy Rincón, Faustino Asprilla, Arnoldo Iguarán, Leonel Álvarez, i el Tren Valencia, entre d'altres, dirigits per Pacho Maturana. El seu germà és l'actual entrenador de futbol Santiago Escobar.